# レースゲーム

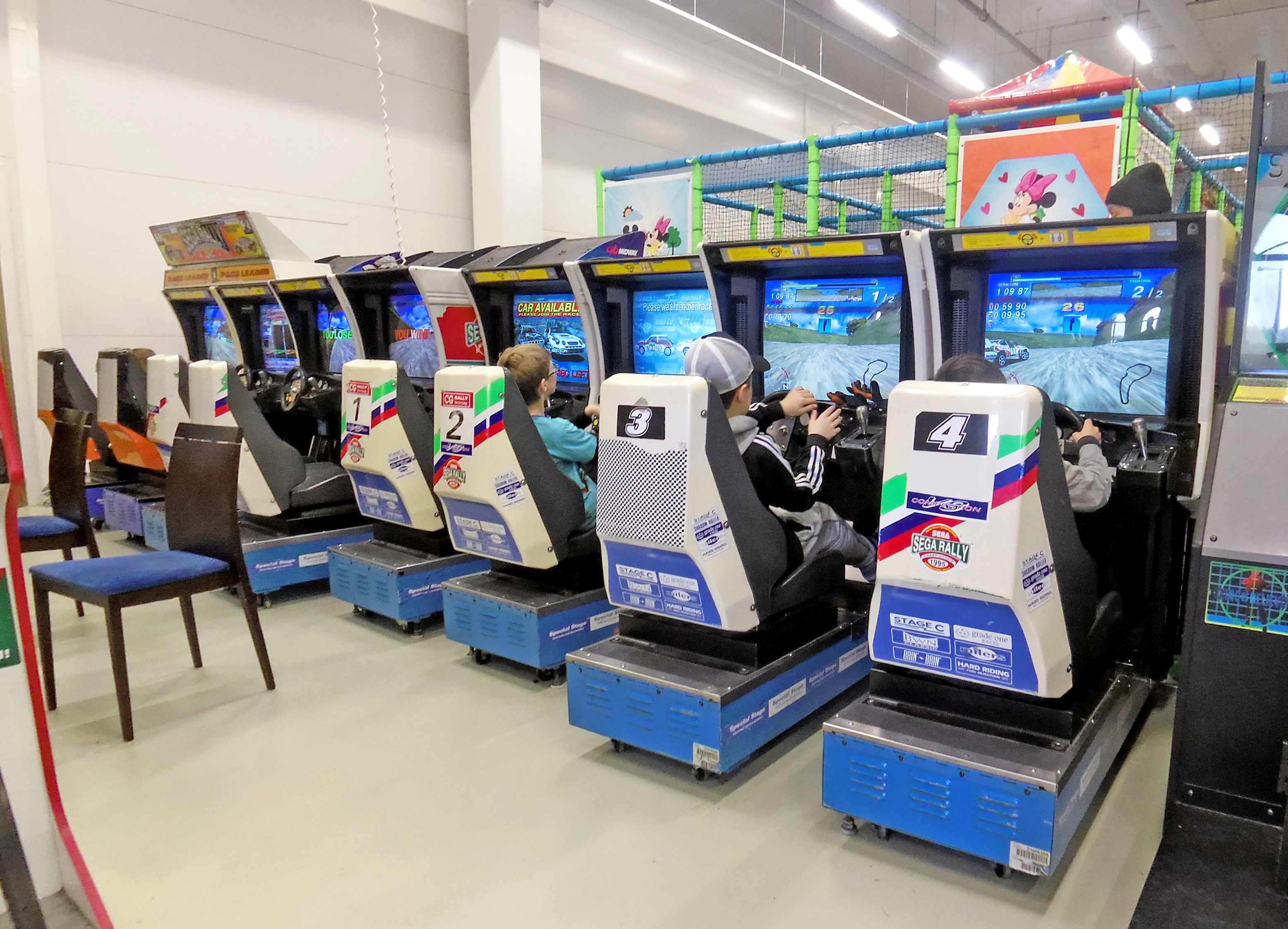
レーシングカーを操作する、アーケード版『セガラリーで』

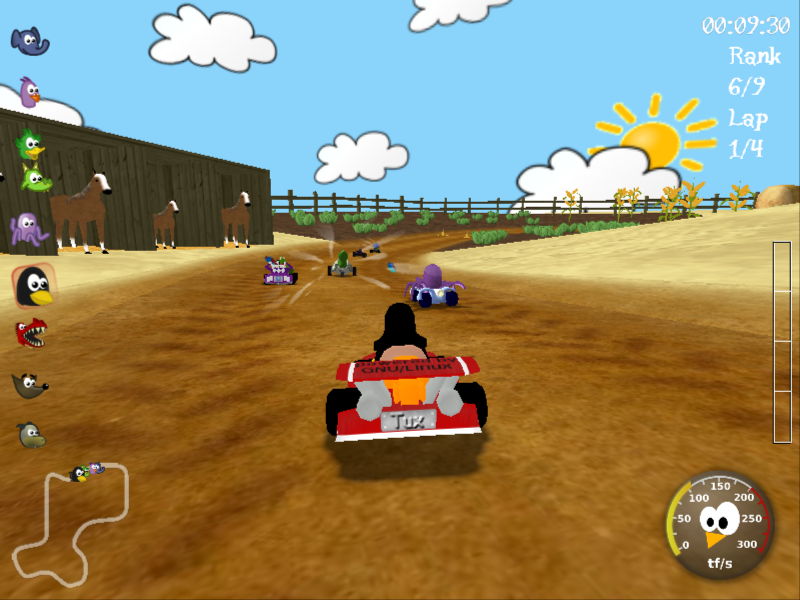
レーシングカートを操作する『SuperTuxKart』

レースゲーム（英: racing game）は、指示された目的地にどれだけ速く到着できるかを競うゲームのジャンルである。すごろくなどのボードゲームやコンピュータゲームのジャンルではプレイヤーキャラクターの乗り物（無人（という設定）含む）を操縦し競走をおこなう。自動車やオートバイを筆頭に、自転車、船舶、飛行機、宇宙船、架空の乗り物などを操縦する。

## 概要
コンピュータゲーム以前からすごろくやバックギャモンなどのレースゲームが存在している。これらはサイコロを振り、出た目の数だけコマを進め出来るだけ目的にゴール出来るかを競う。バックギャモンのように相手を妨害出来るルールのゲームも存在する。ただし、「すごろく」や「バックギャモン」などボードゲームとしてのレースゲームをコンピュータゲーム化した物はレースゲームとは呼ばれない。
アーケードや家庭用ゲームで幅広いジャンルを扱う大手ゲームメーカーの多くが、自社ブランドの元で独自にレースゲームを開発している。
F1など実際のモータースポーツ、またそれらを題材とした漫画を原作とするもの、オリジナルの世界観におけるモータースポーツを表現したものに大分できる。なお、モータースポーツのモーターは、「生物以外の原動機すべて」を指しており、原動機付きの乗り物は二輪車や四輪車だけでなく、船舶や航空機などによる競技もモータースポーツに含まれる。また、国際自動車連盟ではレースに分類されないラリーやジムカーナ、ダートトライアルなどのモータースポーツを題材にしたものもレースゲームに分類される。
実際のモータースポーツだけではなく、RC（ラジオコントロール）模型や、ミニ四駆やチョロQなどの模型によるレースもレースゲームに含まれる（『RCでGO!』など）。実車レースとは、視点（遠隔操作であるゆえに遠距離からのコース全体を眺める俯瞰視点になる）や重量感などが異なる。また、ミニ四駆は発進後は操縦できなくなるため、レースそのものは単なる結果表示で、そこに至るまでのチューニングがゲーム性の基幹になる。
『チョロQ (ゲーム)』は同名の玩具がゲーム化されたものだが、ゲーム内容は本格的なレースゲームであり、ボディやカスタムパーツも多く存在する。さらに、作品によっては内容にRPG的要素（マップ探索、ストーリーなど）が含まれているものもあり、そういった作品ではチョロQが実世界の人間と同等のポジションで登場する。
競馬やスキー、スプリント等のスポーツも、競技内容によってはレースゲームに該当するが、コンピュータゲームの世界ではモータースポーツ以外の競技はスポーツゲームとして区別されることが多い。ただし、純粋なスポーツとはかけ離れた内容である場合、レースゲームに分類されることもある。
なお、アーケードゲームではコックピット型の筐体を使用することで規制対象外機器とすることが出来るため、インカムや人気に関係なく、常に（ゲームセンター運営者にとって）一定のニーズがあるため、ゲームメーカーは定期的にレースゲームを供給している。
自動車以外のレースゲームには、鉄道車両を用いた『鉄1〜電車でバトル!〜』や、映画『スター・ウォーズ エピソード1/ファントム・メナス』のポッドレースを再現した『Star Wars Episode I: Racer』や『Star Wars: Racer Arcade』などといった例がある。
レースゲームによっては、一定時間までにチェックポイントやゴールラインを通過できなかった場合や、チェックポイントやゴールラインを通過した時点での順位が規定を下回った場合は、ミスもしくはゲームオーバーとなる場合もある。

## ジャンル分類法
プラットフォームの性能の向上や、ゲームソフトを供給するメディア（例：CD-ROM→DVD-ROM→BD-ROM）の大容量化で大量のデータが扱えることにより、現実的なシミュレーションが可能になってきておりドライビングシミュレーター、ライディングシミュレーターとのジャンル分けが曖昧になってきている。シミュレーションよりもゲームとしての楽しさを重視しているのが分類の決め手になるようである。乗り物の操縦方法は意図的に簡略化され、事故によるペナルティの軽減等の配慮がされている。また、『アウトラン』のように他の車両が障害物でしかなく、競争（レース）の要素が無いソフトも便宜上レースゲームに含まれている。
こうした分類の曖昧さにより、購入者は予想外の商品を手にする危険性があり、製作者側も不当な評価を下される例が後を絶たない。

### ナンセンスレースゲーム
主にスピードを競うが、ゲーム的な着想により運転の過激さや事故の派手さを競うなどの「非現実的な内容を売りにする」タイトルもレースゲームに含まれることがある。ドライバーが事故で飛び出したり、マシンのパーツが外れたり、マシンがボロボロになっていく様を楽しむ要素も内包する。
- 『スリルドライブ』シリーズ
- 『ニード・フォー・スピード』シリーズ
- 『バーンアウト』シリーズ

などが相当する。

### 収録車種が架空の車種のレースゲーム
- 『RacinGroovy』
- 『モナコGP』シリーズ
  - 『スーパーモナコGP』
  - 『アイルトン・セナ スーパーモナコGPII』
- 『スピードキング-PS-』
- 『サーキットビート』
- 『リッジレーサー』シリーズ
- 『デイトナUSA』シリーズ
- 『バーチャレーシング』

### レーザーディスクを使用したレースゲーム
かつてはレーザーディスクの映像を使用したレースゲームもあった。

### ドライブアクション
上記のナンセンスレースゲームからさらに派生したもので、運転の過激さや事故の派手さを競うという点は共通するが、車そのもののスピード（純粋な最高速度）やゴールまでのタイム（またはミッションをクリアするまでのタイム）はあまり重視されない。
これらのタイトルはドライブ（ドライビング）アクションなどと呼ばれることが多い。
- 『レースドライビン』 - ドライブシム要素の強い『ハードドライビン』からの続編。アクロバティックなコースはもとより路肩の牛等にもアザーフューチャーがある。
- 『クレイジータクシー』シリーズ
- 『スタントタイフーン』
- 『ランナバウト』シリーズ

などが相当する。

### バトルアクションレースゲーム
アイテムや機体によるレース相手への直接攻撃が可能な、アクションゲーム的な対戦要素を含んだもの。
- 『コスモスサーキット』（アイテムではなくミサイルで敵の車やコウモリを攻撃する）
- 『ロードブラスター』（アイテムではなくスーパーチャージャーなどで攻撃する）
- 『ロードブラスターズ』（対戦要素はないがプレイヤーカーに銃器が搭載されており、砲台や敵車を攻撃。時間制限制のボムやマシンガン等のアイテムあり）
- 『F-ZERO』シリーズ
- 『スタジアムクロス』（アイテム制はないモトクロス題材。横に並んだバイクをロードラッシュの要領で攻撃できる）
- 『ロードラッシュ』シリーズ（横に並んだバイクを攻撃する事で妨害。ステージ各節の賞金で自分のバイクをパワーアップしていく）
- 『マリオカート』シリーズ
- 『ソニックドリフト』
  - 『ソニックドリフト2』
- 『ソニックR』
- 『ソニックライダーズ』シリーズ
  - 『ソニックライダーズ』
  - 『ソニックライダーズ シューティングスターストーリー』
  - 『ソニック フリーライダーデストラクションダービー』
- 『チームソニックレーシング』
- 『デストラクションダービー2』
- 『クラッシュ・バンディクー レーシング』
  - 『クラッシュ・バンディクー 爆走!ニトロカート』
  - 『クラッシュ・バンディクー がっちゃんこワールド』
  - 『クラッシュ・バンディクーレーシング ブッとびニトロ!』

などが相当する。

## 実在車種の登場
レースゲームに登場する車両は、グラフィックの表現が乏しかった初期の頃は漠然とした「車」でしかなかったが、ハードウェアとソフトウェアの性能が向上したことにより、実際に存在する車をモデルとしていると容易に判別できる車両の登場するゲームが多くなった。
多数の実在の車両が登場することで話題を呼んだ『サイドバイサイド』（タイトー、1996年）以降、日本や海外の自動車メーカーから許諾（ライセンス）を得て実在する自動車そのものがゲームに登場することも多くなったが、“公道上では安全運転を”という自動車メーカーのポリシーに基づき、公道上でレースをしているという設定のゲームや危険走行を意図的に行うナンセンスレースゲームにはメーカーの許諾はされず、「コース上に看板を設置する」（『バトルギア』シリーズ）「高速道路が使命を終えたため、レース場として開放された」（『湾岸ミッドナイト MAXIMUM TUNE』シリーズ）などといった架空の設定を設け、名目上レース場（公道コース）の体裁を作りメーカーの許諾を得ているものが多い。なお、『グランツーリスモ』シリーズには「正当なモータースポーツ」という認識があり、ゲーム中に登場する公道セクションも明確なクローズドコースとして設定されているため、多くの主要メーカーから支持されている。
しかし、それでもHonda/アキュラは基準が厳しく、レース参加車以外の車（いわゆるアザーカー）が登場するゲームに対しては基本的に許諾をしておらず、Honda・アキュラ車だけが登場しないレースゲームも少なくない（初期の首都高バトルシリーズでメーカーの許諾を得ていなかった頃にはNSX、インテグラ、シビックなどHonda車（がモデルと推測できる車）も多く登場していたが、首都高バトル01以降の作品ではメーカーから許諾を得て実名で車種が収録されるようになったため、許諾を得られないHonda車は一切登場しなくなった）。しかし、近年では公道が舞台で、かつアザーカーも登場している『Forza Horizon』シリーズ、『Need For Speed（2015）』、『アスファルト8:Airborne』などで許諾が下りたパターンもあり、レースゲームで実車を登場させる許諾の基準は明らかでない。
また自動車メーカーと独占契約を結んでいるゲーム会社もあり、他のゲーム会社がライセンス権を貸与するか、または独占契約が満了しない限りレースゲームに収録できないこともある（例：ポルシェとエレクトロニック・アーツ（2016年末に独占契約を終了）、フェラーリとマイクロソフト、トヨタとポリフォニー・デジタル（詳細は後述）など。前者はRUF、ゲンバラなどのチューニングメーカーでの収録をもって代替していた。）
2017年頃からトヨタ自動車の車種（主に過去の市販車）が多くのレースゲーム（『Forza Motorsport 7』『ニード・フォー・スピード ペイバック』『Project CARS2』など）に一切収録されない状況が続いていた。これに関して2019年8月に英国トヨタから「グランツーリスモSPORTを除いたレースゲームに収録を許諾をする予定はない」と発表されている。しかし、2019年11月に『Forza Horizon 4』、でトヨタブランドの市販車の再収録・復活をすることが発表された。他にも、「Assoluto Racing」でもトヨタ車が追加されている。
実在する車種をキャラクターとして採用する場合、「車体が横転する（特にオープンカー）」「現実なら致命的なレベルでボディが破損する」といった演出は、現在では許諾が下りない場合が多い。

## 代表的なレースゲーム（アーケード、家庭用ゲーム）
- 『アウトモデリスタ』
- 『アウトラン』シリーズ
- 『アスファルト』シリーズ
- 『頭文字D』シリーズ
- 『ウイニングラン』シリーズ
- 『エキサイト トラック』
- 『エキサイトバイク』シリーズ
- 『F-ZERO』シリーズ
- 『街道バトル』シリーズ
- 『クレイジータクシー』シリーズ
- 『コスモスサーキット』
- 『ザ・ドライバー』 - レースとは言えないが、エレメカ時代のドライブゲームとして有名。
- 『ザ・クルー』
- 『ザ・クルー2』
- 『ザ・クルー:モーターフェス』
- 『GT CUBE』シリーズ
- 『GTI CLUB』シリーズ
- 『GPワールド』
- 『首都高バトル』シリーズ
- 『スピードレース』シリーズ - 日本初のビデオゲーム式レースゲーム。
- 『スリルドライブ』シリーズ
- 『セガラリーチャンピオンシップ』
- 『ソニックライダーズ』
- 『チョロQ』シリーズ - 一部レースゲーム以外のゲームも存在。
- 『ツーリスト・トロフィー』
- 『ディディーコングレーシング』
- 『デイトナUSA』シリーズ
- 『峠シリーズ』
- 『峠MAX』シリーズ
- 『トップギア』
- 『TrackMania』シリーズ
- 『ドリフトスピリッツ』（ソーシャルアプリ）
- 『ニード・フォー・スピード』シリーズ
- 『ハードドライビン』
- 『バーチャレーシング』
- 『バーンアウト』シリーズ
- 『爆走デコトラ伝説』シリーズ
- 『バトルギア』シリーズ
- 『ファイナルラップ』シリーズ
- 『ファミリーサーキット』
- 『V-Rallyシリーズ』
- 『Forza Motorsport』シリーズ
- 『プロジェクトゴッサム』シリーズ
- 『ポールポジション』シリーズ
- 『マッハライダー』
- 『マリオカートシリーズ』
- 『モナコGP』シリーズ
- 『MotorStorm 〜モーターストーム〜』
- 『ランナバウト』シリーズ
- 『リッジレーサー』シリーズ
- 『レーザーグランプリ』
- 『レースやり隊』（携帯アプリ）
- 『ロードブラスター』
- 『ワイプアウト』
- 『湾岸ミッドナイト MAXIMUM TUNE』シリーズ
- 『湾岸 Midnight Club』シリーズ

### 挙動のリアルさを売りとしたレースゲーム

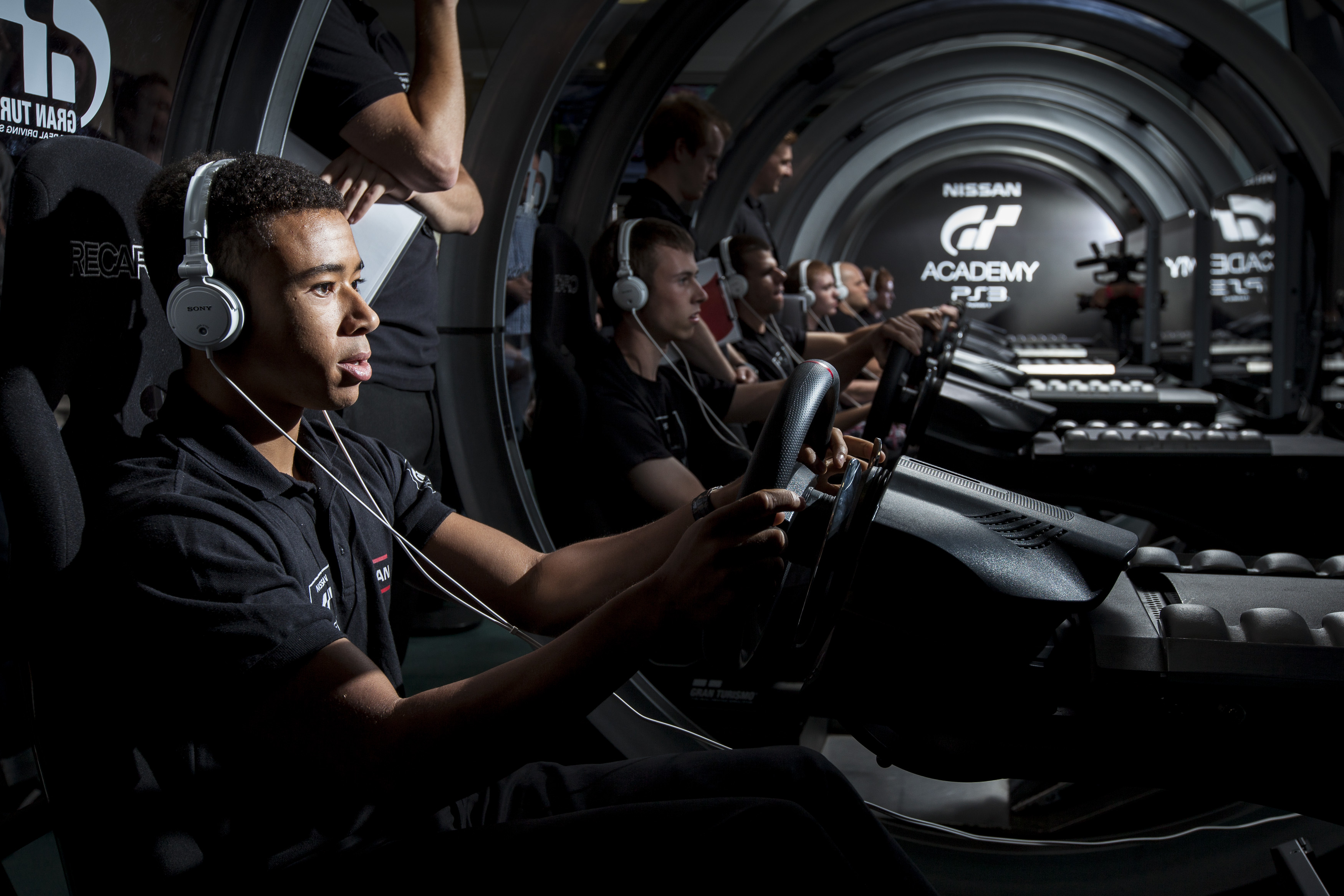
シムレーサーのヤン・マーデンボローは、グランツーリスモシリーズをプレイすることでプロのレーシングドライバーになった。

実在の車両が登場するレースゲームの中で、特にメーカー側で挙動のリアルさを自称し、売りとしているレースゲームを挙げる。モータースポーツのレースシミュレーションとも言われる場合もある。
- 『DRIVING EMOTION TYPE-S』（発売：スクウェア、後のスクウェア・エニックス）
- 『バトルギア』シリーズ（発売：タイトー）
- 『F355チャレンジ』シリーズ（発売：セガ）
- 『Formula One World Championship 1993 Heavenly Symphony』（発売：セガ、開発：セガ、フジテレビ）
- 『Forza Motorsport』シリーズ（発売：マイクロソフト、開発：Turn10）
- 『GTR2』（発売：ズー）
- 『Live for Speed』（発売：LFS開発チーム）
- 『RACE The Official WTCC Game』（開発：SimBin）
- 『rFactor』（発売：ISI）
- 『エンスージア プロフェッショナル レーシング』（発売：コナミ、後のコナミデジタルエンタテインメント）
- 『グランツーリスモシリーズ』（発売：ソニー・コンピュータエンタテインメント、後のソニー・インタラクティブエンタテインメント、開発：ポリフォニー・デジタル）
  - ※運転免許試験場での採用実績もあり、ドライビングシミュレータとする見解もある。
- 『免許の鉄人』（発売:セガ）
  - ※クリア後に発行される証明書を一部の自動車教習所に掲示すればある程度の実技教習が免除されるという特典が存在していた（現在では行われていない）。
- 『セガGT ホモロゲーションスペシャル』シリーズ（発売：セガ）
- 『レースドライバーシリーズ』（開発：コードマスターズ）

### レース主体だが、レースゲーム以外のジャンルのゲーム
- 『レーシングラグーン』(発売：スクウェア)
  - ジャンルは「ハイスピード・ドライヴィングRPG」
- 『萌えろDownhill Night -峠最速伝説-』シリーズ（発売：TOP JAPAN）
- 『ドリフトシティ』（開発：NPLUTO、運営：アラリオ）
- 『ゼロヨンチャンプ』シリーズ（発売：メディアリング）
  - 基本はゼロヨン（ドラッグレース）が題材であるが、アドベンチャーパートとレースパートで進行する。
- 『車なごコレクション』（運営：オートックワン）
  - ジャンルはスゴロクとレースを組み合わせたもの。スマートフォン向けゲームアプリとして運営されていたが、2017年1月31日にサービス終了となった。